# Fiodor Samochin
Fiodor Iwanowicz Samochin (ros. Фёдор Иванович Самохин; ur. 30 stycznia?/12 lutego 1918 w chutorze Wierchnie-Sadowskim w Obwodzie Wojska Dońskiego, zm. 17 lipca 1992 w Biszkeku) – radziecki pisarz, dziennikarz, publicysta, tłumacz, członek Związku Pisarzy ZSRR.
Autor wielu dzieł o Wielkiej wojnie ojczyźnianej, z których największą sławę zdobyła powieść „Czołponbaj” o wyczynie Bohatera Związku Radzieckiego Czołponbaja Tulebierdijewa, która miała kilka wznowień. Za zasługi w dziedzinie literatury faktu oraz za aktywny udział w propagandzie i rozwoju kirgiskiej literatury radzieckiej trzykrotnie otrzymał Gramotę Pochwalną Prezydium Rady Najwyższej Kirgiskiej SRR. Jego książki są przechowywane w Niemieckiej Bibliotece Narodowej oraz w Bibliotece Brytyjskiej.

## Życiorys
Urodzony w 1918 r. w przysiółku Wierchnie-Sadowskij, stanicy kozackiej położonej nad Donem, w okolicy Niżniej Czirskiej w Obwodzie Wojska Dońskiego. Pracę rozpoczął w 1934 r. jako księgowy w kołchozie. W 1940 r. ukończył szkołę średnią w Niżniej Czirskiej. W latach 1940–1942 pracował jako starszy księgowy w punkcie połowowym w Niżniej Czirskiej. W latach 1942–1943 był członkiem biura niżnie-czirskiego rejonowego komitetu Komsomołu, był zwiadowcą oddziałów partyzanckich „Смерть фашизму” („Śmierć faszyzmowi”). Podczas Wielkiej wojny ojczyźnianej został poważnie ranny.
W 1944 r. stalingradzki komitet obwodowy Komsomołu wysłał Fiodora Samochina do Moskwy na kursy pracowników prasowych; w tym samym roku dołączył do szeregów WKP(b). Po ukończeniu kursów Samochin pracował jako pracownik literacki w gazecie „Komsomolskaja prawda”, od 1946 r. jako pracownik literacki i kierownik działu gazety „Leninskaja Smiena” w stolicy Kazachskiej SRR Ałma-Acie, a od 1947 do 1949 r. jako specjalny korespondent centralnej gazety obwodu żambylskiego „Kommunist”. W 1949 r. Samochin przeniósł się do stolicy Kirgiskiej SRR Frunze (obecnie Biszkek), gdzie do 1961 r. pracował w gazecie „Komsomolec Kirgizii”, jako pracownik literacki i kierownik działu redakcyjnego. W latach 1961–1963 był pracownikiem literackim w redakcji czasopisma „Błoknot agitatora”.

## Twórczość
Praca literacka Samochina rozpoczęła się od publikacji w gazecie. Zaraz po wyzwoleniu rejonu niżnie-czirskiego spod okupacji niemieckiej, zaczął pracować jako sekretarz wykonawczy regionalnej gazety „Kołchoznik Dona”, a wkrótce został jej redaktorem. Jego pierwsze opowiadania: „Na pieriekatie”, „Garmoń”, „Prowody” zostały opublikowane w gazecie. Za początek działalności pisarskiej uważa się jednak rok 1949 i początek pracy w gazecie „Komsomolec Kirgizii”.
Mimo utraty nóg w wyniku poważnej rany Samochin często podróżował po kraju, a spotkani ludzie – hodowcy bydła Doliny Susamyrskiej, budowniczowie Toktogulskiej Elektrowni Wodnej, naftowcy Izbaskent, plantatorzy bawełny Arawanu, hydrolodzy Orto-Tokoju i rybaków jeziora Issyk-kul, górnicy Kyzył-Kyja i hodowcy buraków cukrowych z Doliny Keminskiej, później stali się bohaterami takich dzieł, jak powieść „Dom mojego otca”, „Tri ostrowa”, „Rodina, ja wiernus!” oraz „Czujskije razliwy”. Nowela „Tri ostrowa” została opublikowana w zbiorach prac uczestników Wielkiej wojny ojczyźnianej, zatytułowana „S pierom i awtomatom”, poświęcona trzydziestej rocznicy zwycięstwa nad faszyzmem niemieckim.
Kolejnym kluczowym tematem pracy Fiodora Samochina były dokonania narodu radzieckiego podczas wojny. Jego pierwszym dziełem literackim w tej dziedzinie było opowiadanie „Razwiedczica Kławdija Pancziszkina” o wojowniczce oddziałów partyzanckich rejonu niżnie-czirskiego, opublikowana w 1952 r. w Stalingradzie. Szczególne miejsce w tej serii zajmuje powieść „Czołponbaj”, poświęcona Bohaterowi Związku Radzieckiego Czołponbajowi Tulebierdijewowi, która była kilkakrotnie przedrukowana i otrzymała wiele recenzji, w tym od krytyka literackiego i członka korespondenta Narodowej Akademii Nauk Republiki Kirgiskiej Tendika Askarowa. Pisząc ten utwór, pisarz spotkał wielu krewnych i przyjaciół bohatera. Innym dziełem autora na temat Wielkiej wojny ojczyźnianej była powieść „Malczik iz Stalingrada” i „Don – rieka partizanskaja”.
Głównym przedmiotem jego działalności literackiej były eseje, z których jeden, pod tytułem „Krowju sierdca”, został opublikowany w zbiorze dzieł pisarzy kirgiskich „Gieroi surowych let”, obok prac laureata Nagrody Leninowskiej Czingiza Ajtmatowa, poety ludowego Kirgistanu i Bohatera Pracy Socjalistycznej Aały Tokombajewa, narodowego poety Kirgiskiej SRR Sooronbaja Żusujewa i innych.
9 lutego 1968, z okazji 50. urodzin pisarza, w Związku Pisarzy Kirgistanu odbył się jubileuszowy wieczór, w którym wzięli udział literaci, przedstawiciele społeczeństwa stolicy Republiki. Z okazji 60. rocznicy urodzin Fiodora Samochina wydawnictwo „Kyrgyzstan” wydało zbiór prac „Izbrannije”. Książka zawiera najlepsze powieści opublikowane już w Kirgistanie i Moskwie: „Czołponbaj”, „Tri ostrowa” i „Rodina, ja wiernus!”. 10 lat później wydawnictwo „Kyrgyzstan” wydało zbiór najlepszych opowiadań i opowiadań pisanych przez autora przez wiele lat jego twórczości.
Jako tłumacz Samochin brał również udział w publikacji zbioru prac kirgiskich pisarzy „Zwieni, komuz!” (1985).

## Dzieła
- Fiodor Samochin: Разведчица Клавдия Панчишкина. Wołgograd: 1952, s. 48. (ros.).
- Fiodor Samochin: Мальчик из Сталинграда. Stalingrad: Областное книгоиздательство, 1954, s. 82. (ros.).
- Fiodor Samochin: Чолпонбай. Zhazhiev S.M. (redaktor). Frunze: Киргизгосиздат, 1958, s. 191. (ros.).
- Fiodor Samochin: Чолпонбай. Danilova M. (redaktor). Moskwa: Mołodaja Gwardija(inne języki), 1958, s. 112. (ros.).
- Fiodor Samochin: Дом моего отца. Lednev A.F. (redaktor). Frunze: Киргизгосиздат, 1963, s. 179. (ros.).
- Fiodor Samochin: Герой из Таласа. Moskwa: Политиздат, 1966, s. 46. (ros.).
- Fiodor Samochin: Чуйские разливы. Lednev A.F. (redaktor). Frunze: Кыргызстан, 1968, s. 188. OCLC 254078203. (ros.).
- Fiodor Samochin: Родина, я вернусь!. Bakhareva E. V. (redaktor). Frunze: Кыргызстан, 1975, s. 166. (ros.).
- Fiodor Samochin: Избранное. Iwanow A. (redaktor i kompilator). Frunze: Кыргызстан, 1978, s. 252. OCLC 254083273. (ros.).
- Fiodor Samochin: Чолпонбай. Deeva R. G. (recenzent); Ledenev P. G. (redaktor). Frunze: Мектеп, 1982, s. 125. (ros.).
- Fiodor Samochin: Повести и рассказы. Kacev A. S.(inne języki) (recenzent); Gorbaczowa R. V. (redaktor). Frunze: Кыргызстан, 1988, s. 199. ISBN 5-655-00113-6. OCLC 246742256. (ros.).

## Odznaczenia i nagrody
- Medal „Za obronę Stalingradu”

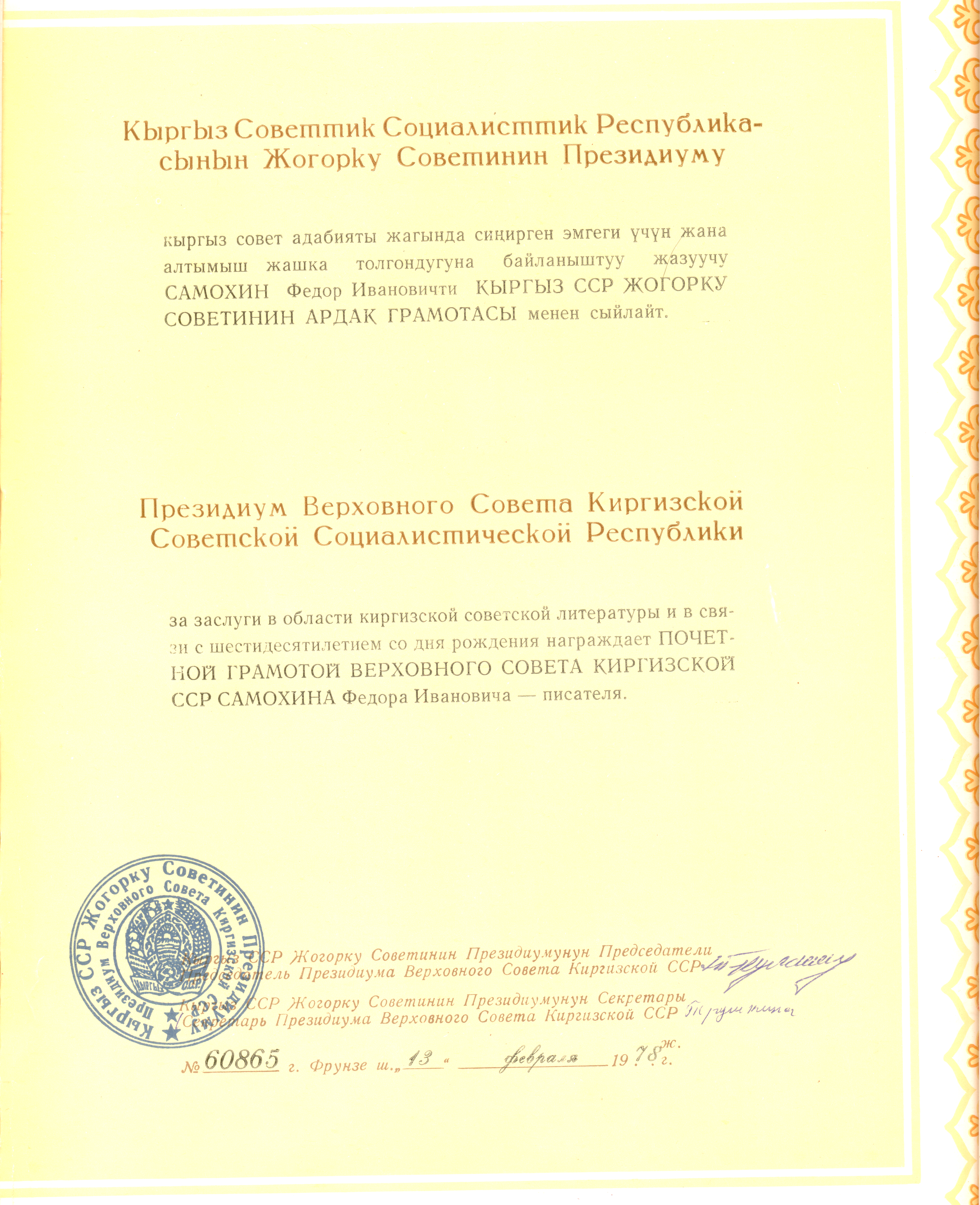
Gramota Pochwalna Prezydium Rady Najwyższej Kirgiskiej SRR Fiodora Samohina

- Medal jubileuszowy „W upamiętnieniu 100-lecia urodzin Władimira Iljicza Lenina”
- Medal jubileuszowy „Dwudziestolecia zwycięstwa w Wielkiej Wojnie Ojczyźnianej 1941–1945”
- Medal jubileuszowy „Trzydziestolecia zwycięstwa w Wielkiej Wojnie Ojczyźnianej 1941–1945”
- Medal jubileuszowy „Czterdziestolecia zwycięstwa w Wielkiej Wojnie Ojczyźnianej 1941–1945”
- Medal jubileuszowy „50 lat Sił Zbrojnych ZSRR”
- Medal jubileuszowy „60 lat Sił Zbrojnych ZSRR”
- Trzy Certyfikaty Honorowe Prezydium Najwyższej Rady Kirgiskiej SRR:

1. Gramota Pochwalna Prezydium Najwyższej Rady Kirgiskiej SRR (18 marca 1968 r.) – za zasługi w dziedzinie fikcji i w związku z 50. rocznicą jego urodzin[17].
2. Gramota Pochwalna Prezydium Najwyższej Rady Kirgiskiej SRR (29 października 1974 r.) – za czynny udział w propagandzie i rozwoju literatury sowieckiej Kirgistanu oraz w związku z 50. rocznicą założenia Kirgiskiej SRR i Komunistycznej Partii Kirgistanu.
3. Gramota Pochwalna Prezydium Najwyższej Rady Kirgiskiej SRR (13 lutego 1978 r.) – za zasługi w dziedzinie literatury sowieckiej Kirgistanu oraz w związku z 60. rocznicą jego urodzin.